# Bedarfsorientierte Grundsicherung
Im Bereich der Sozialpolitik wird seit einigen Jahren von bedarfsorientierter Grundsicherung gesprochen, welche die notwendigen Sozialleistungen für armutsgefährdete Personen wie Arbeitslose, Mindestrentner oder kinderreiche Familien zusammenfassen soll, um dem Ziel sozialer Gerechtigkeit näher zu kommen. Diese strenge Bedarfsorientierung findet breitere gesellschaftliche Akzeptanz als die sogenannte allgemeine Grundsicherung, die seit langem von der Christlichen Soziallehre und zunehmend von Grün- und Linksparteien gefordert wird.
In Deutschland wird eine bedarfsoriente Grundsicherung seit einigen Jahren – allerdings kontrovers – diskutiert, in Österreich war sie konkreter Verhandlungspunkt der Regierungsverhandlungen im Dezember 2006.